# Železniško postajališče Velika Loka
Železniško postajališče Velika Loka je eno izmed železniških postajališč v Sloveniji, ki oskrbuje bližnji naselje Velika Loka.